# A fost odată ca niciodată (expresie)
„A fost odată ca niciodată” este o expresie obișnuită, o linie de deschidere a basmelor folosită pentru a introduce o narațiune a evenimentelor trecute, de obicei în basme și povești populare. 